# Cho Gue-sung
Cho Gue-sung (Koreaans: 조규성) (Ansan, 25 januari 1998) is een Zuid-Koreaanse profvoetballer die als aanvaller speelt voor de Deense Superligaen-club FC Midtjylland en het nationale team van Zuid-Korea.

## Clubcarrière
Cho speelde in zijn jeugd voor zijn schoolelftal in Anyang, en werd vervolgens opgenomen in de jeugdopleiding van FC Anyang. Vanaf 2016 kwam Cho als verdedigende middenvelder uit voor het schoolelftal van Gwangju University. Door de toenmalige trainer van het schoolelftal werd hij omgeschoold van middelvelder tot aanvaller.
Na afronding van zijn universiteit sloot Cho zich in 2019 aan bij de K League 2-ploeg FC Anyang, waar hij eerder al als jeugdspeler voor uitkwam. In zijn eerste professionele seizoen eindigde hij als derde op de topscorersranglijst van de K League 2 en werd hij verkozen tot het Elftal van het Jaar. Door zijn goede prestaties maakte hij aan het einde van het seizoen de overstap naar K League 1-club Jeonbuk Hyundai Motors.
In zijn allereerste seizoen in de K League 1 had Cho moeite om zijn waarde te bewijzen bij Jeonbuk Hyundai Motors. Vanwege zijn dienstplicht ging hij in 2021 voetballen voor het militaire team Gimcheon Sangmu FC, waar hij zich fysiek en technisch ontwikkelde. Na zijn jaar in het leger en een kampioenschap met Gimcheon keerde hij in 2022 terug bij Jeonbuk, en mede door zijn scorend vermogen werd hij in 2022 topscorer in de K League 1 en leidde hij Jeonbuk naar de Zuid-Koreaanse beker.
Door zijn prestaties in zijn laatste K League 1-seizoen kreeg Cho transferaanbiedingen van meerdere Europese en Amerikaanse clubs. Uiteindelijk tekende hij op 11 juli 2023 een vijfjarig contract bij het Deense FC Midtjylland.

## Interlandcarrière
Cho maakte zijn debuut voor het nationale elftal van Zuid-Korea op 7 september 2021 in een WK-kwalificatiewedstrijd tegen Libanon. In totaal kwam hij al 24 keer in actie voor zijn land, waarin hij 6 keer scoorde.
In november 2022 werd Cho opgeroepen voor de Zuid-Koreaanse selectie dat deel zou nemen aan het WK 2022 in Qatar. In de tweede wedstrijd van Zuid-Korea op het toernooi scoorde hij twee doelpunten in een 2-3 nederlaag tegen Ghana. Hiermee werd hij de eerste Zuid-Koreaanse speler werd die ooit 2 of meer doelpunten gemaakt had in één WK-wedstrijd. Ondanks dat Zuid-Korea de wedstrijd verloor, bleken Cho's doelpunten doorslaggevend om Korea uiteindelijk op doelsaldo en ten koste van Uruguay naar de achtste finale te laten gaan. In de achtste finale verloor Zuid-Korea van Brazilië. Cho speelde in alle vier de WK-wedstrijden van zijn land, en viel vooral op door zijn sterkte in de lucht. De jonge Koreaanse aanvaller won 21 luchtduels, waarmee hij tweede werd qua succes in de lucht van alle spelers op het WK, na de Marokkaan Youssef En-Nesyri.

## Carrièrestatistieken

### Club
Tot en met 8 juli 2023
| Club                              | Seizoen        | Competitie     | Competitie | Competitie | Beker   | Beker | Internationaal | Internationaal | Totaal  | Totaal |
| Club                              | Seizoen        | Divisie        | Wedstr.    | Goals      | Wedstr. | Goals | Wedstr.        | Goals          | Wedstr. | Goals  |
| --------------------------------- | -------------- | -------------- | ---------- | ---------- | ------- | ----- | -------------- | -------------- | ------- | ------ |
| FC Anyang                         | 2019           | K League 2     | 33         | 14         | 3       | 0     | —              | —              | 36      | 14     |
| Jeonbuk Hyundai Motors            | 2020           | K League 1     | 23         | 4          | 5       | 1     | 6              | 3              | 34      | 8      |
| Jeonbuk Hyundai Motors            | 2022           | K League 1     | 8          | 4          | 3       | 4     | —              | —              | 11      | 8      |
| Jeonbuk Hyundai Motors            | 2023           | K League 1     | 12         | 5          | 2       | 1     | —              | —              | 14      | 6      |
| Jeonbuk Hyundai Motors            | Totaal         | Totaal         | 43         | 13         | 10      | 6     | 6              | 3              | 59      | 22     |
| Gimcheon Sangmu FC (dienstplicht) | 2021           | K League 2     | 25         | 8          | 2       | 1     | —              | —              | 27      | 9      |
| Gimcheon Sangmu FC (dienstplicht) | 2022           | K League 1     | 23         | 13         | 1       | 0     | —              | —              | 24      | 13     |
| Gimcheon Sangmu FC (dienstplicht) | Totaal         | Totaal         | 48         | 21         | 3       | 1     | —              | —              | 51      | 22     |
| Carrièretotaal                    | Carrièretotaal | Carrièretotaal | 124        | 48         | 16      | 7     | 6              | 3              | 146     | 58     |

### International
Tot en met 20 juni 2023

#### Wedstrijden
| Nationale team | Jaar   | Wedstr. | Goals |
| -------------- | ------ | ------- | ----- |
| Zuid-Korea     | 2021   | 4       | 0     |
| Zuid-Korea     | 2022   | 16      | 6     |
| Zuid-Korea     | 2023   | 4       | 0     |
| Totaal         | Totaal | 24      | 6     |

#### Goals
| Nr. | Datum            | Stadion                                   | Tegenstander | Score | Resultaat | Competitie                                |
| --- | ---------------- | ----------------------------------------- | ------------ | ----- | --------- | ----------------------------------------- |
| 1   | 15 januari 2022  | Sportcomplex Mardan, Antalya, Turkije     | IJsland      | 1–0   | 5–1       | Vriendschappelijk                         |
| 2   | 27 januari 2022  | Saida Municipal Stadium, Sidon, Libanon   | Libanon      | 1–0   | 1–0       | Kwalificatie WK 2022                      |
| 3   | 14 juni 2022     | Seoul World Cupstadion, Seoul, Zuid-Korea | Egypte       | 3–1   | 4–1       | Vriendschappelijk                         |
| 4   | 20 juli 2022     | Toyotastadion, Toyota, Japan              | China        | 3–0   | 3–0       | Oost‑Aziatisch kampioenschap voetbal 2022 |
| 5   | 28 november 2022 | Education Citystadion, Al Rayyan, Qatar   | Ghana        | 1–2   | 2–3       | WK 2022                                   |
| 6   | 28 november 2022 | Education Citystadion, Al Rayyan, Qatar   | Ghana        | 2–2   | 2–3       | WK 2022                                   |

## Erelijst

### Club

#### Jeonbuk Hyundai Motors
- Kampioen K League 1: 2020
- Winnaar Zuid-Koreaanse beker: 2020, 2022

#### Gimcheon Sangmu
- Kampioen K League 2: 2021

### Land
- Aziatisch kampioen O23: 2020

- Runner-up Oost‑Aziatisch kampioenschap: 2022

### Individueel
- K League 2 'Team van het Jaar': 2019
- Topscorer K League 1: 2022
- K League 1 'Team van het Jaar': 2022
- Koreaanse beker's 'Meest Waardevolle Speler': 2022